# Вакаса (Фукуй)

35°32′56″ пн. ш. 135°54′30″ сх. д. / 35.54889° пн. ш. 135.90833° сх. д.
Вака́са (яп. 若狭町, わかさちょう, МФА: [wakasa t͡ɕoː]) — містечко в Японії, в повіті Міката-Камінака префектури Фукуй. Станом на 1 червня 2009 площа містечка становила 178,65 км². Станом на 1 липня 2011 населення містечка становило 15 959 осіб.